# Купреянов, Яков Иванович
Яков Иванович Купреянов (4 января 1836, Ново-Архангельск, Аляска — 15 августа 1906) — адмирал русского флота (1903).
Родился в Ново-Архангельске на Аляске в семье главного правителя Русско-Американской компании капитана 1-го ранга Ивана Антоновича Купреянова.

## Служба
В 1848 году поступил в Морской кадетский корпус. В 1851 году произведён в гардемарины. По окончании Морского корпуса в 1853 году произведён в мичманы и направлен через Сибирь на Тихий океан, где поступил в распоряжение Г. И. Невельского — начальника Амурской экспедиции.

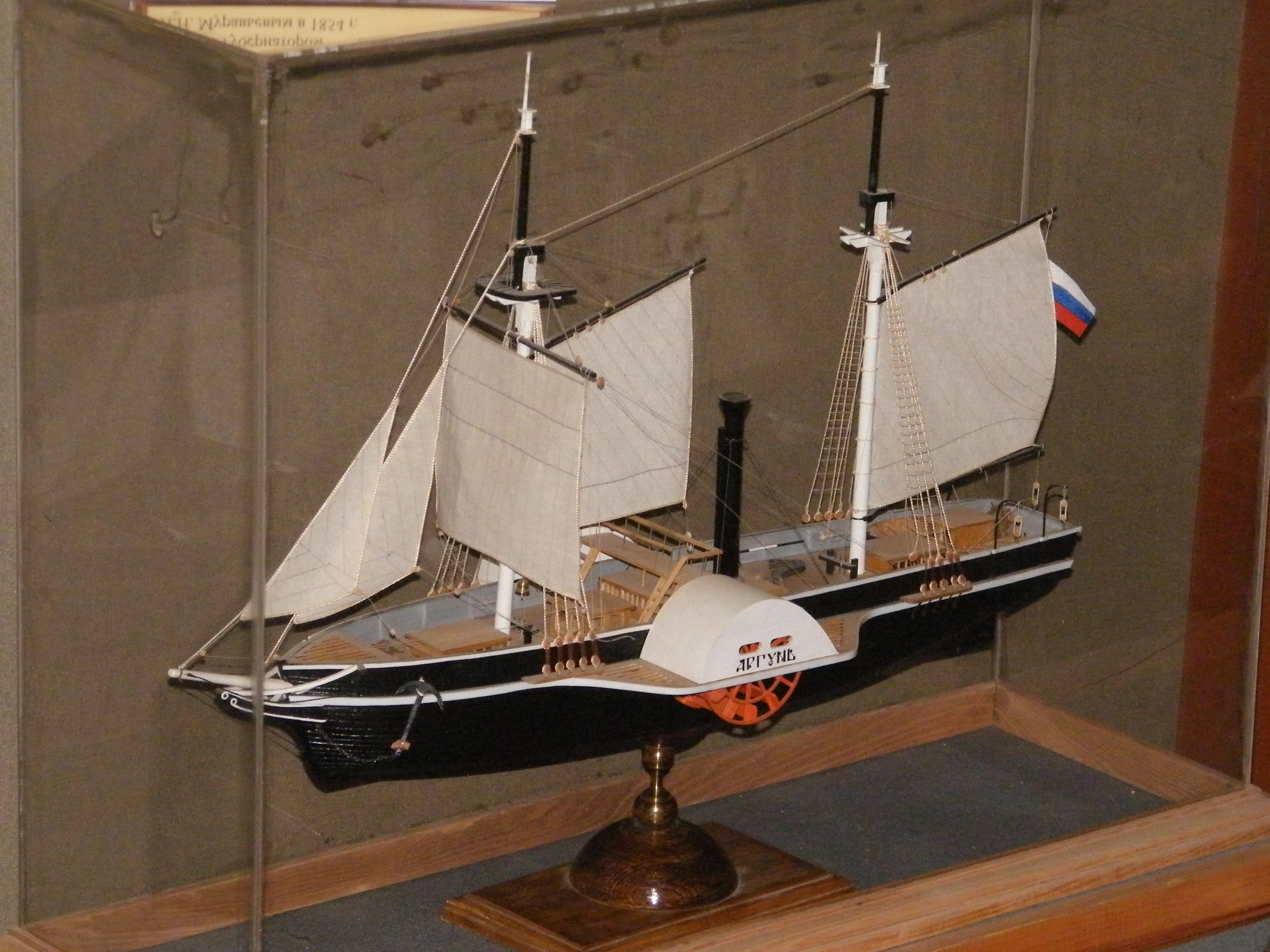
Модель парохода «Аргунь» (Хабаровский краевой музей имени Н. И. Гродекова)

22 июня 1853 года принял начальство над Александровским Постом (ныне Де-Кастри). В 1854 году, получив чин лейтенанта, переведён в 47-й флотский экипаж (Сибирская военная флотилия) и назначен командиром парохода «Аргунь». В 1854—1856 годах на этом пароходе ходил по реке Амур, Татарскому проливу и Амурскому лиману. В этом же году вернулся на Балтику.
В 1857—1859 годах на клипере «Пластун» вновь совершил плавание из Кронштадта, через три океана, к реке Амур. В 1860 году в должности старшего офицера на корвете «Новик» вернулся с Дальнего Востока на Балтику.
В 1861-1863 годах командовал винтовой лодкой «Стерлядь». В 1864—1869 годах в чине капитан-лейтенанта командовал броненосной лодкой (монитором) «Броненосец». В 1858 году исполнял обязанности временного члена Кронштадтского военно-морского суда. В 1870 году председатель комиссии по обследованию Абовских и Аландских шхер в Ботническом заливе. С 1872 года командир броненосной батареи «Первенец».
В 1882 году произведён в контр-адмиралы. Тогда же назначен командиром учебно-артиллерийского отряда Балтийского флота. С 1883 года председатель комиссии морских артиллерийских опытов, член артиллерийского отдела Морского технического комитета (МТК). С 1885 года — младший флагман Балтийского флота, член артиллерийского комитета Главного артиллерийского управления (ГАУ). В 1889 году назначен вновь командиром учебно-артиллерийского отряда, а в 1891 году членом Главного военно-морского суда.
В 1895 году награждён орденом Белого орла. В 1904 году его включили в состав членов международной следственной комиссии по делу «Гулльского инцидента».
Скончался 15 августа 1906 года, похоронен в Санкт-Петербурге в Александро-Невской лавре на Никольском кладбище.

## Семья
Жена Александра Ивановна (в девичестве Арцыбашева).
Дети: Мария; Юлия; Александра; Ольга.